# Континен, Хенри
Хенри Континен (фин. Henri Kontinen; род. 19 июня 1990, Хельсинки, Финляндия) — финский теннисист, бывшая первая ракетка мира в парном разряде. 
Победитель двух турниров Большого шлема  (Открытый чемпионат Австралии-2017 в парном разряде, Уимблдон-2016 в миксте), финалист двух турниров Большого шлема (Открытый чемпионат Австралии-2019 в парном разряде, Уимблдон-2017 в миксте), победитель двух Итоговых турниров ATP (2016, 2017) в парном разряде, победитель 24 турниров ATP в парном разряде, победитель одного юниорского турнира Большого шлема в парном разряде (Открытый чемпионат Франции-2008). Единственный в истории финский теннисист, становившийся первой ракеткой мира в любом разряде.

## Общая информация
Начал играть в теннис в возрасте трёх лет. Его родители — Пентти и Марья Континены. Есть сестра Санна и младший брат Мике, который также играл в теннис. Болельщик финского хоккейного клуба ХИФК.
Любимое покрытие — трава.

## Спортивная карьера

### Начало карьеры
В юниорской карьере высшим достижением Континена была победа в парных соревнованиях среди юношей на Открытом чемпионате Франции в паре с Кристофером Рунгкатом. Профессиональную карьеру начал в 2007 году. В тот год он впервые вышел в финал парного турнира серии «челленджер» в Хельсинки. В 2008 году выиграл первые два парных турнира серии «фьючерс», а в 2009 году прибавил к этому 7 побед на «фьючерсах» (два в одиночном и пять в парном разряде. В октябре того года Континен дебютирует в основных соревнованиях ATP-тура, сыграв в одиночках и в паре на турнире в Стокгольме.
В июне 2010 года Континен вышел во второй раунд турнира в Хертогенбосе. За 2010 год выиграл три турнира «фьючерс» в одиночках и совместно с датчанином Фредериком Нильсеном дебютный титул на «челленджерах» на турнире в Лафборо. В 2011 и 2012 годах некоторыми периодами не мог выступать на корте.
С 2013 года Хенри полностью сосредоточился на выступлениях в парах. В тот год он выиграл три турнира серии «фьючерс» и три турнира серии «челленджер»: с Гораном Тошичем в Тампере, с Андреасом Сильестрёмом в Братиславе и с Яркко Ниеминеном в Хельсинки. В январе 2014 года совместно с поляком Томашом Беднареком выиграл титул на «челленджере» в Хайльбронне, в феврале с россиянином Константином Кравчуком на «челленджере» в Шербуре-Октевиле, а в апреле с хорватом Марином Драганей в Сарасоте. В мае со своим соотечественником Яркко Ниеминеном дебютирует в основных соревнованиях турниров серии Большого шлема, выступив на Открытом чемпионате Франции. В начале августа С Ниеминеном он смог выиграть свой первый титул на турнирах ATП, победив в финале грунтового турнира в Кицбюэле. Осенью 2014 года Континен, выступая с хорватом Марином Драганей, дважды доходил до финала на турнирах ATП в Меце и Базеле. В конце сезона с Ниеминеном выигрывает «челленджер» в родном для себя Хельсинки.

### 2015—2017 (титулы на Уимблдоне и в Австралии, № 1 в парном рейтинге)
В феврале 2015 года Драганя и Континен выиграли сразу два титула АТП. Первый из них на турнире в Загребе, а второй в Марселе. В апреле их дуэт смог победить на турнире в Барселоне. В августе финский теннисист уже в паре с Робином Хасе дошёл до финала на турнире в Кицбюэле. Осенью 2015 года Континен в паре с филиппинцем Третом Хьюи выиграл турнир в Санкт-Петербурге, а через неделю после этого они стали победителями турнира в Куала-Лумпуре.
В сезоне 2016 года постоянным партнёром Континена по выступлениям становится австралиец Джон Пирс. Уже на первом для себя совместном турнире в Брисбене они одержали победу. Следующий совместный титул они завоевывают весной на грунтовом турнире в Мюнхене. В июле 2016 года Континен стал первым в истории финским чемпионом турнира Большого шлема. Он совместно с Хизер Уотсон (Великобритания) выиграл Уимблдонский турнир в смешанном парном разряде.
| Стадия  | Соперники                        | Посев | Счёт        |
| 1 раунд | Луиза Чирико Денис Кудла         |       | Без игры    |
| 2 раунд | Елена Веснина Бруно Соарес       | 2     | Без игры    |
| 3 раунд | Мартина Хингис Леандер Паес      | 16    | 3-6 6-3 6-2 |
| 1/4     | Алла Кудрявцева Скотт Липски     |       | 6-3 6-2     |
| 1/2     | Елена Остапенко Оливер Марах     |       | 7-6(1) 6-3  |
| Финал   | Анна-Лена Грёнефельд Роберт Фара | 15    | 7-6(5) 6-4  |

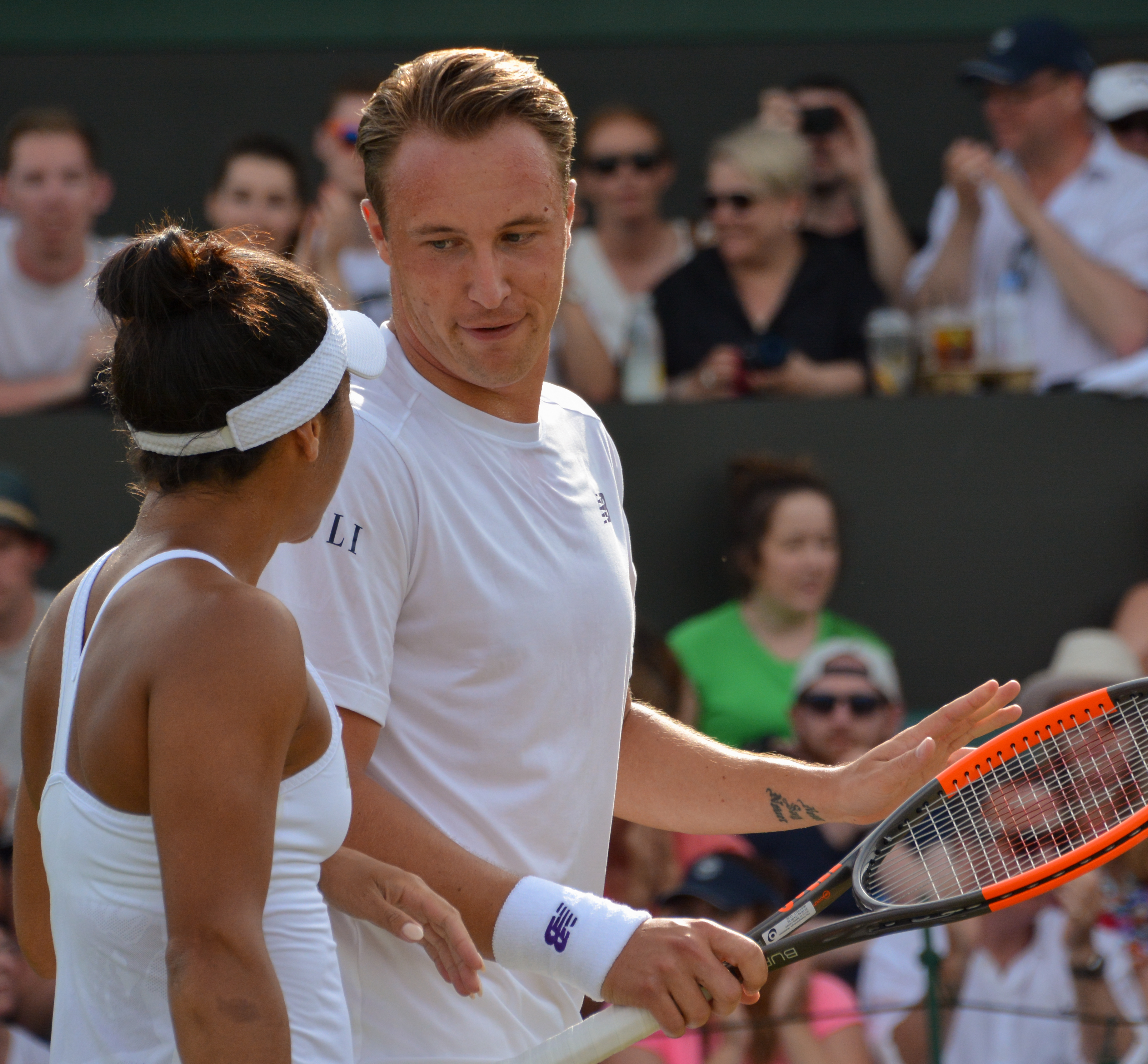
Континен и Уотсон на Уимблдоне 2017 года

В мужском парном разряде Уимблдона Пирс и Континен вышли в четвертьфинал. В июле они выиграли турнир в Гамбурге. В августе Джон и Хенри взяли парный трофей на турнире в Уинстон-Сейлеме. В сентябре 2016 года Хенри повторил прошлогодний успех на турнире в Санкт-Петербурге, где в этот раз он выиграл в паре с Домиником Инглотом (Великобритания). Игра против легендарного Леандера Паеса и Андре Бегемана продолжалась 1 час 19 минут. На чемпионском тай-брейке Континен и Инглот взяли видеоповтор на матчболе соперников и не ошиблись: мяч задел линию. И затем уже сами добились победы.
Концовка сезона 2016 года для пары Континен и Пирс сложилась удачно. В октябре они вышли в финал турнира серии Мастерс в Шанхае. В ноябре 2016 года Хенри Континен и Джон Пирс впервые в карьере выиграли титул на Мастерсе, который проходил в Париже. В конце 2016 года Континен и Пирс квалифицировалась на Итоговый турнир ATP в Лондоне, где играют 8 лучших пар сезона. В финале они встретились с парой Класен и Рам (7) и выиграли этот матч на чемпионском тай-брейке 2-6, 6-1, [10-8]. Отличная концовка сезона позволила Континену ворваться в топ-10 мирового парного рейтинга и занять по итогам года 7-ю строчку. В 2016 году Континен выиграл больше всех титулов АТП среди теннисистов, выступавших в парном разряде. На его счету восемь титулов за один сезон, из которых семь завоеваны в мужских парах и один в миксте.
В сезоне 2017 года Континен и Пирс продолжили совместные выступления. Они выиграли парный турнир Открытого чемпионата Австралии, победив в финале Майка и Боба Брайанов. После этой победы финн вошёл в число топ-5 парного рейтинга.
| Стадия  | Соперники (посев)                      | Рейтинг   | Счёт                 |
| 1 раунд | Сантьяго Гонсалес Давид Марреро        | 53 / 41   | 7-6(1) 6-4           |
| 2 раунд | Маркос Багдатис Жиль Мюллер            | 425 / 119 | 6-3 6-2              |
| 3 раунд | Хуан Себастьян Кабаль Роберт Фара (14) | 29 / 29   | 6-7(3) 7-6(5) 7-6(1) |
| 1/4     | Сэмюэль Грот Крис Гуччоне              | 59 / 44   | 7-5 6-3              |
| 1/2     | Марк Полманс Эндрю Уиттингтон (WC)     | 250 / 311 | 6-4 6-4              |
| Финал   | Боб Брайан Майк Брайан (3)             | 5 / 5     | 7-5 7-5              |

3 апреля 2017 года Континен стал первым в истории финским теннисистом, которому удалось возглавить какой-либо мировой рейтинг. Он стал первым среди мужских парников и продержался в общей сложности 26 недель на вершине с перерывом в пять недель. На Уимблдон, куда Хенри приехал в качестве первой ракетки парного тенниса ему удалось доиграть с Пирсом до полуфинала, а в миксте ему и Хизер Уотсон не хватило одного шага, чтобы защитить прошлогодний титул. В финале они проиграли Мартине Хингис и Джейми Маррею со счётом 4-6, 4-6.
В августе Континен и Пирс выиграли турнир в Вашингтоне. На Открытом чемпионате США они остались в шаге от выхода в финал. Осенью они набрали хорошую форму и выиграли сразу два титула на крупных турнирах в Китае. Сначала они стали чемпионами турнира в Пекине, а затем добились успеха на Мастерсе в Шанхае. На Итоговом турнире они смогли второй год подряд стать победителями. Впервые с 2004 года, когда это сделали братья Брайаны, в мужском парном теннисе кому-то удалось защитить свой титул на Финале года. Однако Континен не смог остаться на первом месте в рейтинге по итогам сезона, но все равно занял высокое третье место.

### 2018—2021

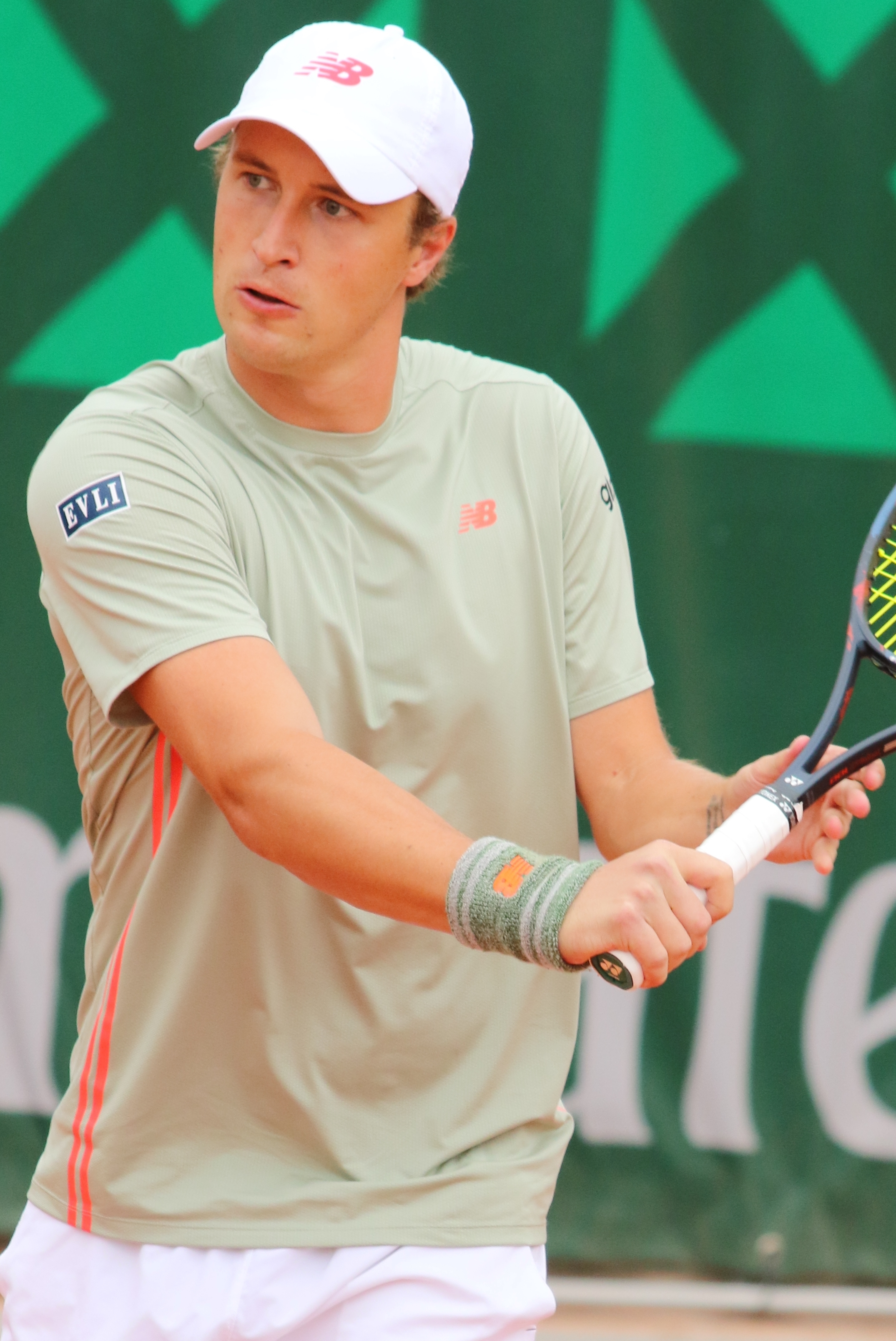
Континен на Ролан Гаррос 2018 года

В январе 2018 года Континен и Пирс выиграли на турнире в Брисбене. В начале лета на Ролан Гаррос им удалось выйти в четвертьфинал. Второй титул в сезоне они завоевали в июне на траве в Лондоне. Это титул стал 20-м для финна на турнирах АТП-тура. В августе Континен и Пирс смогли победить на Мастерсе в Торонто. Концовку сезона они провели не очень убедительно и Континен потерял место в топ-20 парного рейтинга.
В 2019 году Континен продолжил сотрудничество с Джоном Пирсом. На Открытом чемпионате Австралии они во второй раз в карьере смогли выйти в финал. В отличие от 2017 года им не удалось завоевать титул, в финале они проиграли французскому дуэту Николя Маю и Пьер-Юг Эрбер — 4-6, 6-7(1). В феврале Континен смог выиграть зальный турнир в Роттердаме в дуэте с Жереми Шарди. В грунтовом отрезке лучший результатом пары Континен и Пирс стал выход в четвертьфинал Мастерса в Риме в мае. До 1/4 финала они доиграли также на Уимблдонском турнире. На Открытом чемпионате США финн достиг четвертьфинала в миксте с Деми Схюрс. Под конец сезона Континен выиграл титул на зальном турнире в Стокгольме, взяв его с другим партнёром — Эдуаром Роже-Вассленом.
С 2020 года сотрудничество с Пирсом прекратилось. Большинство турниров неполного из-за пандемии сезона Континен сыграл в команде с Яном-Леннардом Штруффом. На Открытом чемпионате Австралии их пара смогла выйти в четвертьфинал, также в Мельбурне Хенри смог выйти в полуфинал в миксте совместно с Габриэлой Дабровски. За сезон они один раз смогли выйти в финал — в феврале на турнире в Роттердаме.
В 2021 году партнёром финна стал Эдуар Роже-Васслен. В феврале они выиграли совместный титул на турнире в Монпелье. Осенью 2021 года сыграл последний матч в карьере.

## Рейтинг на конец года
| Год  | Одиночный рейтинг | Парный рейтинг |
| 2021 |                   | 54             |
| 2020 |                   | 33             |
| 2019 |                   | 17             |
| 2018 |                   | 26             |
| 2017 |                   | 3              |
| 2016 |                   | 7              |
| 2015 |                   | 31             |
| 2014 |                   | 46             |
| 2013 | 1 674             | 128            |
| 2012 | 1 683             | 1 358          |
| 2011 | 493               | 769            |
| 2010 | 273               | 280            |
| 2009 | 290               | 248            |
| 2008 | 1 823             | 585            |
| 2007 | 1 479             | 727            |

## Выступления на турнирах

### Финалы челленджеров и фьючерсов в одиночном разряде (6)

#### Победы (5)
| Титулы             |
| Челленджеры (0+8)* |
| Фьючерсы (5+10)    |

| Титулы по покрытиям | Титулы по месту проведения матчей турнира |
| ------------------- | ----------------------------------------- |
| Хард (3+11)*        | Зал (4+9)                                 |
| Грунт (1+6)         | Зал (4+9)                                 |
| Трава (0)           | Открытый воздух (1+9)                     |
| Ковёр (1+1)         | Открытый воздух (1+9)                     |

* количество побед в одиночном разряде + количество побед в парном разряде.
| №  | Дата             | Турнир                        | Покрытие    | Соперник в финале | Счёт           |
| 1. | 9 августа 2009   | Вильнюс, Литва                | Грунт       | Тимо Ниеминен     | 6-1 6-3        |
| 2. | 31 октября 2009  | Кардифф, Великобритания       | Хард (зал)  | Янник Мертенс     | 7-6(4) 7-5     |
| 3. | 27 февраля 2010  | Сараево, Босния и Герцеговина | Ковёр (зал) | Александр Пейя    | 6-3 7-6(4)     |
| 4. | 18 сентября 2010 | Дандерюд, Швеция              | Хард (зал)  | Тимо Ниеминен     | 6-3 6-4        |
| 5. | 26 сентября 2010 | Фалун, Швеция                 | Хард (зал)  | Тимо Ниеминен     | 6-3 3-6 7-6(5) |

#### Поражения (1)
| №  | Дата            | Турнир           | Покрытие   | Соперник в финале | Счёт        |
| 1. | 11 октября 2009 | Лаймен, Германия | Хард (зал) | Михал Пшисенжний  | 6-3 2-6 5-7 |

### Финалы турниров Большого шлема в парном разряде (2)

#### Победы (1)
| №  | Год  | Турнир                       | Покрытие | Партнёр   | Соперники в финале     | Счёт    |
| 1. | 2017 | Открытый чемпионат Австралии | Хард     | Джон Пирс | Боб Брайан Майк Брайан | 7-5 7-5 |

#### Поражения (1)
| №  | Год  | Турнир                       | Покрытие | Партнёр   | Соперники в финале       | Счёт       |
| 1. | 2019 | Открытый чемпионат Австралии | Хард     | Джон Пирс | Николя Маю Пьер-Юг Эрбер | 4-6 6-7(1) |

### Финалы Итогового турнираATPв парном разряде (2)

#### Победы (2)
| №  | Год  | Турнир                 | Покрытие   | Партнёр   | Соперники в финале       | Счёт           |
| 1. | 2016 | Лондон, Великобритания | Хард (зал) | Джон Пирс | Равен Класен Раджив Рам  | 2-6 6-1 [10-8] |
| 2. | 2017 | Лондон, Великобритания | Хард (зал) | Джон Пирс | Лукаш Кубот Марсело Мело | 6-4 6-2        |

### Финалы турниров ATP в парном разряде (30)

#### Победы (24)
| Легенда                         |
| ------------------------------- |
| Турниры Большого шлема (0+1+1)* |
| Итоговый турнир ATP (0+2)       |
| Мастерс (0+3)                   |
| АТР 500 (0+6)                   |
| АТР 250 (0+12)                  |

| Титулы по покрытиям | Титулы по месту проведения матчей турнира |
| ------------------- | ----------------------------------------- |
| Хард (0+19)*        | Зал (0+11)                                |
| Грунт (0+4)         | Зал (0+11)                                |
| Трава (0+1+1)       | Открытый воздух (0+13+1)                  |
| Ковёр (0)           | Открытый воздух (0+13+1)                  |

* количество побед в одиночном разряде + количество побед в парном разряде + количество побед в миксте.
| №   | Дата             | Турнир                       | Покрытие   | Партнёр               | Соперники в финале                  | Счёт              |
| 1.  | 2 августа 2014   | Кицбюэль, Австрия            | Грунт      | Яркко Ниеминен        | Даниэле Браччали Андрей Голубев     | 6-1 6-4           |
| 2.  | 8 февраля 2015   | Загреб, Хорватия             | Хард (зал) | Марин Драганя         | Фабрис Мартен Пурав Раджа           | 6-4 6-4           |
| 3.  | 22 февраля 2015  | Марсель, Франция             | Хард (зал) | Марин Драганя         | Джонатан Маррей Колин Флеминг       | 6-4 3-6 [10-8]    |
| 4.  | 26 апреля 2015   | Барселона, Испания           | Грунт      | Марин Драганя         | Джейми Маррей Джон Пирс             | 6-3 6-7(6) [11-9] |
| 5.  | 27 сентября 2015 | Санкт-Петербург, Россия      | Хард (зал) | Трет Конрад Хьюи      | Юлиан Ноул Александр Пейя           | 7-5 6-3           |
| 6.  | 4 октября 2015   | Куала-Лумпур, Малайзия       | Хард (зал) | Трет Конрад Хьюи      | Равен Класен Раджив Рам             | 7-6(4) 6-2        |
| 7.  | 10 января 2016   | Брисбен, Австралия           | Хард       | Джон Пирс             | Крис Гуччоне Джеймс Дакворт         | 7-6(4) 6-1        |
| 8.  | 1 мая 2016       | Мюнхен, Германия             | Грунт      | Джон Пирс             | Хуан Себастьян Кабаль Роберт Фара   | 6-3 3-6 [10-7]    |
| 9.  | 17 июля 2016     | Гамбург, Германия            | Грунт      | Джон Пирс             | Айсам-уль-Хак Куреши Даниэль Нестор | 7-5 6-3           |
| 10. | 27 августа 2016  | Уинстон-Сейлем, США          | Хард       | Гильермо Гарсия Лопес | Андре Бегеман Леандер Паес          | 4-6 7-6(6) [10-8] |
| 11. | 25 сентября 2016 | Санкт-Петербург, Россия (2)  | Хард (зал) | Доминик Инглот        | Андре Бегеман Леандер Паес          | 4-6 6-3 [12-10]   |
| 12. | 6 ноября 2016    | Париж, Франция               | Хард (зал) | Джон Пирс             | Николя Маю Пьер-Юг Эрбер            | 6-4 3-6 [10-6]    |
| 13. | 20 ноября 2016   | Финал Мирового тура ATP      | Хард (зал) | Джон Пирс             | Равен Класен Раджив Рам             | 2-6 6-1 [10-8]    |
| 14. | 28 января 2017   | Открытый чемпионат Австралии | Хард       | Джон Пирс             | Боб Брайан Майк Брайан              | 7-5 7-5           |
| 15. | 6 августа 2017   | Вашингтон, США               | Хард       | Джон Пирс             | Лукаш Кубот Марсело Мело            | 7-6(5) 6-4        |
| 16. | 8 октября 2017   | Пекин, Китай                 | Хард       | Джон Пирс             | Джон Изнер Джек Сок                 | 6-3 3-6 [10-7]    |
| 17. | 15 октября 2017  | Шанхай, Китай                | Хард       | Джон Пирс             | Лукаш Кубот Марсело Мело            | 6-4 6-2           |
| 18. | 19 ноября 2017   | Финал Мирового тура ATP (2)  | Хард (зал) | Джон Пирс             | Лукаш Кубот Марсело Мело            | 6-4 6-2           |
| 19. | 7 января 2018    | Брисбен, Австралия (2)       | Хард       | Джон Пирс             | Леонардо Майер Орасио Себальос      | 3-6 6-3 [10-2]    |
| 20. | 24 июня 2018     | Лондон, Великобритания       | Трава      | Джон Пирс             | Джейми Маррей Бруно Соарес          | 6-4 6-3           |
| 21. | 12 августа 2018  | Торонто, Канада              | Хард       | Джон Пирс             | Майкл Винус Равен Класен            | 6-2 6-7(7) [10-6] |
| 22. | 17 февраля 2019  | Роттердам, Нидерланды        | Хард (зал) | Жереми Шарди          | Жан-Жюльен Ройер Хория Текэу        | 7-6(5) 7-6(4)     |
| 23  | 20 октября 2019  | Стокгольм, Швеция            | Хард (зал) | Эдуар Роже-Васслен    | Мате Павич Бруно Соарес             | 6-4 6-2           |
| 24. | 28 февраля 2021  | Монпелье, Франция            | Хард (зал) | Эдуар Роже-Васслен    | Андрей Василевский Йонатан Эрлих    | 6-2 7-5           |

#### Поражения (6)
| №  | Дата             | Турнир                       | Покрытие   | Партнёр           | Соперники в финале                   | Счёт               |
| 1. | 21 сентября 2014 | Мец, Франция                 | Хард (зал) | Марин Драганя     | Марцин Матковский Мариуш Фирстенберг | 7-6(3) 3-6 [8-10]  |
| 2. | 26 октября 2014  | Базель, Швейцария            | Хард (зал) | Марин Драганя     | Ненад Зимонич Вашек Поспишил         | 6-7(13) 6-1 [5-10] |
| 3. | 8 августа 2015   | Кицбюэль, Австрия            | Грунт      | Робин Хасе        | Николас Альмагро Карлос Берлок       | 7-5 3-6 [9-11]     |
| 4. | 16 октября 2016  | Шанхай, Китай                | Хард       | Джон Пирс         | Джон Изнер Джек Сок                  | 4-6 4-6            |
| 5. | 27 января 2019   | Открытый чемпионат Австралии | Хард       | Джон Пирс         | Николя Маю Пьер-Юг Эрбер             | 4-6 6-7(1)         |
| 6. | 16 февраля 2020  | Роттердам, Нидерланды        | Хард (зал) | Ян-Леннард Штруфф | Николя Маю Пьер-Юг Эрбер             | 6-7(5) 6-4 [7-10]  |

### Финалы челленджеров и фьючерсов в парном разряде (28)

#### Победы (18)
| №   | Дата             | Турнир                   | Покрытие    | Партнёр            | Соперники в финале                  | Счёт                 |
| 1.  | 5 апреля 2008    | Эксмут, Великобритания   | Ковёр (зал) | Харри Хелиёваара   | Ральф Грамбов Кен Скупски           | 6-2 6-2              |
| 2.  | 27 сентября 2008 | Фалун, Швеция            | Хард (зал)  | Тимо Ниеминен      | Карл Бергман Тим Йоранссон          | 6-4 6-2              |
| 3.  | 14 марта 2009    | Типтон, Великобритания   | Хард (зал)  | Даниэль Эванс      | Филлип Симмондс Скотт Удсема        | 6-7(5) 7-6(4) [10-4] |
| 4.  | 23 мая 2009      | Мешреф, Кувейт           | Хард        | Себастьян Ришик    | Навдип Сингх Вивек Шокин            | 6-4 6-2              |
| 5.  | 30 мая 2009      | Мешреф, Кувейт           | Хард        | Себастьян Ришик    | Иржи Кркоска Пьеррик Ясерн          | 6-4 6-4              |
| 6.  | 19 июня 2009     | Свингволл, Норвегия      | Хард        | Тимо Ниеминен      | Майкл МакКлан Фабрис Мартен         | 6-3 6-3              |
| 7.  | 25 июля 2009     | Курессааре, Эстония      | Грунт       | Харри Хелиёваара   | Майт Куннап Юхо Паукку              | 6-3 6-3              |
| 8.  | 14 ноября 2010   | Лафборо, Великобритания  | Хард (зал)  | Фредерик Нильсен   | Джордан Керр Кен Скупски            | 6-2 6-4              |
| 9.  | 15 июня 2013     | Амстелвен, Нидерланды    | Грунт       | Кристофер Рунгкат  | Нильс Лутсма Йелле Селс             | 6-1 7-5              |
| 10. | 23 июня 2013     | Алкмар, Нидерланды       | Грунт       | Кристофер Рунгкат  | Ян Зедник Давид Шкох                | 7-5 7-6(7)           |
| 11. | 29 июня 2013     | Бреда, Нидерланды        | Грунт       | Кристофер Рунгкат  | Митчелл Крюгер Бьорн Фратанджело    | 6-4 7-5              |
| 12. | 28 июля 2013     | Тампере, Финляндия       | Грунт       | Горан Тошич        | Рубен Гонсалес Крис Летчер          | 6-4 6-4              |
| 13. | 10 ноября 2013   | Братислава, Словакия     | Хард (зал)  | Андреас Сильестрём | Геро Кречмер Ян-Леннард Штруфф      | 7-6(6) 6-2           |
| 14. | 17 ноября 2013   | Хельсинки, Финляндия     | Хард (зал)  | Яркко Ниеминен     | Дастин Браун Филипп Маркс           | 7-5 5-7 [10-5]       |
| 15. | 26 января 2014   | Хайльбронн, Германия     | Хард (зал)  | Томаш Беднарек     | Кен Скупски Нил Скупски             | 3-6 7-6(3) [12-10]   |
| 16. | 2 марта 2014     | Шербур-Октевиль, Франция | Хард (зал)  | Константин Кравчук | Альбано Оливетти Пьер-Юг Эрбер      | 6-4 6-7(3) [10-7]    |
| 17. | 20 апреля 2014   | Сарасота, США            | Грунт       | Марин Драганя      | Рубен Рамирес Идальго Франко Шкугор | 7-5 5-7 [10-6]       |
| 18. | 16 ноября 2014   | Хельсинки, Финляндия     | Хард (зал)  | Яркко Ниеминен     | Джонатан Маррей Филипп Пецшнер      | 7-6(2) 6-4           |

#### Поражения (10)
| №   | Дата             | Турнир                     | Покрытие   | Партнёр                  | Соперники в финале                 | Счёт               |
| 1.  | 18 ноября 2007   | Хельсинки, Финляндия       | Хард (зал) | Харри Хелиёваара         | Михаил Елгин Александр Кудрявцев   | 6-4 5-7 [11-13]    |
| 2.  | 3 августа 2008   | Тампере, Финляндия         | Грунт      | Харри Хелиёваара         | Микаэль Рюдерстедт Эрвин Элескович | 3-6 4-6            |
| 3.  | 15 ноября 2009   | Джерси                     | Хард (зал) | Яркко Ниеминен           | Фредерик Нильсен Джозеф Сирианни   | 5-7 6-3 [2-10]     |
| 4.  | 29 ноября 2009   | Хельсинки, Финляндия       | Хард (зал) | Яркко Ниеминен           | Рохан Бопанна Айсам-уль-Хак Куреши | 2-6 6-7(7)         |
| 5.  | 30 октября 2010  | Кардифф, Великобритания    | Хард (зал) | Тимо Ниеминен            | Джошуа Гудолл Доминик Инглот       | 1-6 2-6            |
| 6.  | 28 ноября 2010   | Хельсинки, Финляндия       | Хард (зал) | Яркко Ниеминен           | Дастин Браун Мартин Эммрих         | 6-7(17) 6-0 [7-10] |
| 7.  | 21 июля 2013     | Познань, Польша            | Грунт      | Матеуш Ковальчик         | Геро Кречмер Александр Сачко       | 3-6 3-6            |
| 8.  | 27 сентября 2013 | Фалун, Швеция              | Хард (зал) | Йеспер Брюнстрем         | Милош Секулич Фред Симонссон       | 6-3 3-6 [5-10]     |
| 9.  | 20 октября 2013  | Муийрон-ле-Каптиф, Франция | Хард (зал) | Адриан Менендес Масейрас | Фабрис Мартен Юго Нис              | 6-3 3-6 [8-10]     |
| 10. | 20 июля 2014     | Познань, Польша            | Грунт      | Томаш Беднарек           | Раду Албот Адам Павласек           | 5-7 6-2 [8-10]     |

### Финалы турниров Большого шлема в смешанном парном разряде (2)

#### Победы (1)
| №  | Год  | Турнир   | Покрытие | Партнёр      | Соперники в финале               | Счёт       |
| 1. | 2016 | Уимблдон | Трава    | Хезер Уотсон | Анна-Лена Грёнефельд Роберт Фара | 7-6(5) 6-4 |

#### Поражения (1)
| №  | Год  | Турнир   | Покрытие | Партнёр      | Соперники в финале           | Счёт    |
| 1. | 2017 | Уимблдон | Трава    | Хезер Уотсон | Мартина Хингис Джейми Маррей | 4-6 4-6 |

## История выступлений на турнирах
| Турнир                       | 2014  | 2015  | 2016  | 2017  | 2018   | 2019  | 2020  | 2021  | Итог   | В/П за карьеру |
| ---------------------------- | ----- | ----- | ----- | ----- | ------ | ----- | ----- | ----- | ------ | -------------- |
| Турниры Большого шлема       |       |       |       |       |        |       |       |       |        |                |
| Открытый чемпионат Австралии | -     | 1Р    | 2Р    | П     | 2Р     | Ф     | 1/4   | 1Р    | 1 / 7  | 16-6           |
| Открытый чемпионат Франции   | 2Р    | 2Р    | 2Р    | 1Р    | 1/4    | 3Р    | 1Р    | 1Р    | 0 / 8  | 8-8            |
| Уимблдонский турнир          | 1Р    | 1Р    | 1/4   | 1/2   | 1Р     | 1/4   | НП    | 2Р    | 0 / 7  | 11-7           |
| Открытый чемпионат США       | 1Р    | 1Р    | 2Р    | 1/2   | 2Р     | 2Р    | -     | 1Р    | 0 / 7  | 7-7            |
| Итог                         | 0 / 3 | 0 / 4 | 0 / 4 | 1 / 4 | 0 / 4  | 2 / 4 | 0 / 2 | 0 / 4 | 1 / 29 |                |
| В/П в сезоне                 | 1-3   | 1-4   | 6-4   | 14-3  | 5-4    | 11-4  | 3-2   | 1-4   |        | 42-28          |
| Итоговые турниры             |       |       |       |       |        |       |       |       |        |                |
| Итоговый турнир ATP          | -     | -     | П     | П     | Группа | -     | -     | -     | 2 / 3  | 9-2            |

К — проиграл в квалификационном турнире.
| Турнир                       | 2014  | 2015  | 2016  | 2017  | 2018  | 2019  | 2020  | 2021  | Итог   | В/П за карьеру |
| ---------------------------- | ----- | ----- | ----- | ----- | ----- | ----- | ----- | ----- | ------ | -------------- |
| Турниры Большого шлема       |       |       |       |       |       |       |       |       |        |                |
| Открытый чемпионат Австралии | -     | -     | -     | -     | 2Р    | -     | 1/2   | 1Р    | 0 / 3  | 4-3            |
| Открытый чемпионат Франции   | -     | 1/2   | 2Р    | -     | 1Р    | -     | НП    |       | 0 / 3  | 4-3            |
| Уимблдонский турнир          | 1Р    | 2Р    | П     | Ф     | 3Р    | 2Р    | НП    | 1Р    | 1 / 7  | 11-6           |
| Открытый чемпионат США       | -     | 1/4   | 1Р    | 1Р    | 1Р    | 1/4   | НП    | -     | 0 / 5  | 4-5            |
| Итог                         | 0 / 1 | 0 / 3 | 1 / 3 | 0 / 2 | 0 / 4 | 0 / 2 | 0 / 2 | 0 / 2 | 1 / 18 |                |
| В/П в сезоне                 | 0-1   | 5-3   | 5-2   | 5-2   | 2-4   | 3-2   | 3-1   | 0-2   |        | 23-17          |